# تپه مزرعه تپه سی
تپه مزرعه تپه سی مربوط به عصر مفرغ عصر برنز است و در شهرستان نیر، بخش مرکزی، دهستان دورسون خواجه، روستای مزرعه واقع شده و این اثر در تاریخ ۱۵ دی ۱۳۸۷ با شمارهٔ ثبت ۲۳۹۸۹ به‌عنوان یکی از آثار ملی ایران به ثبت رسیده است.